# リーズ・ドゥ・ラ・サール

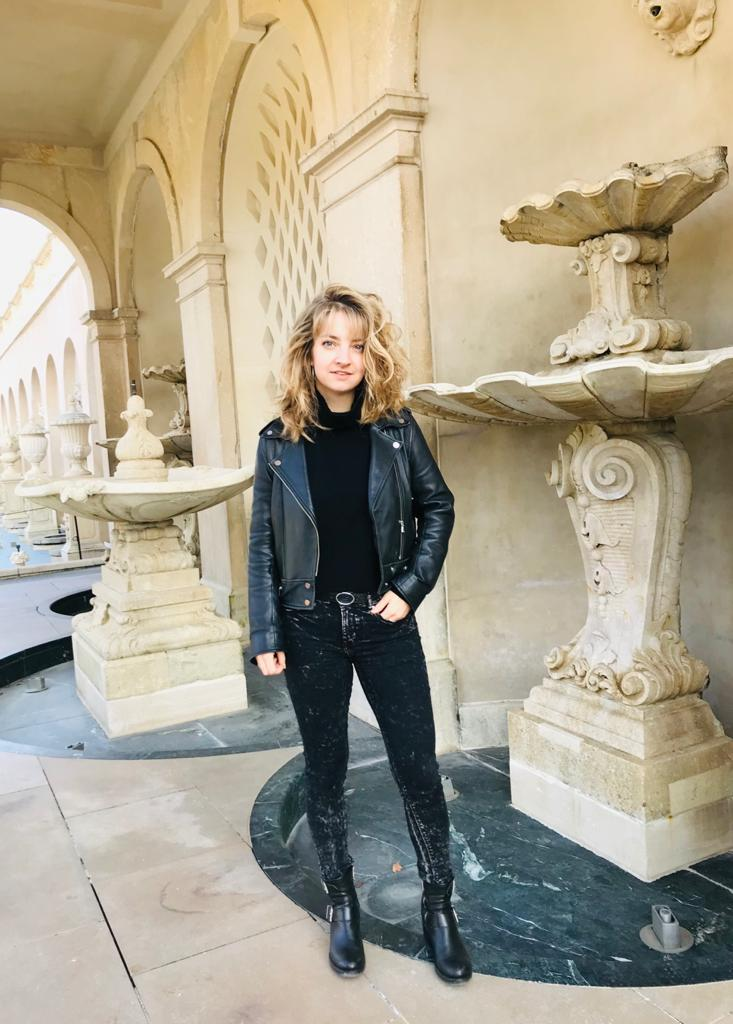
リーズ・ドゥ・ラ・サール

リーズ・ドゥ・ラ・サール（仏: Lise de la Salle、1988年5月8日 - ）は、フランスのピアニスト。
リーズ・ドゥ・ラ・サールは1988年5月8日にシェルブールに生まれた。4歳でパリのセルゲイ・ラフマニノフ音楽院に学び、8歳でパリ音楽院に入学、12歳でプルミエ・プリ（第1席）で卒業する。
9歳で行われた初リサイタルはラジオ・フランスで放送された。2001年の第7回エトリンゲン国際ピアノ・コンクールに出場して第1位となり、併せてベーレンライター賞を受賞する。1998年から2006年までパリ音楽院の大学院課程でパスカル・ネミロフスキやブルーノ・リグットに学んだほか、ジュヌヴィエーヴ・ジョワから助言を受けている。
2001年から国際的な演奏活動を開始し、ベルリンのコンツェルトハウス、ハリウッド・ボウル、東京芸術劇場、ウィグモア・ホール、メトロポリタン美術館、アムステルダム・コンセルトヘボウ、シャンゼリゼ劇場などで演奏を行っている。
ジェームズ・コンロン、ファビオ・ルイジ、フィリップ・ヘレヴェッヘといった指揮者と継続的に共演を行っているほか、チャールズ・マッケラス、マレク・ヤノフスキ、セミヨン・ビシュコフ、ローレンス・フォスターなどと共演している。
ドゥ・ラ・サールは2012年のインタビューで、もっともお気に入りの作曲家はバッハ、モーツァルト、ベートーヴェンの3人であり、それに付け加えてヴィヴァルディも好きだと述べている。